# Óblast de Vólogda
Vólogda (en ruso: Волого́дская о́бласть, tr.: Vologódskaya óblast [vəlɐˈɡotskəjə ˈobləsʲtʲ]) es uno de los cuarenta y siete óblast de la Federación de Rusia. Su capital es la homónima Vólogda y su ciudad más poblada, Cherepovéts. Está ubicado en el distrito Noroeste.
La óblast de Vólogda es rica en monumentos históricos, tales como el monasterio Kirilo-Belozerski, el Monasterio de Ferapóntov (un Patrimonio de la Humanidad), las ciudades medievales de Veliki Ústiug y Belozersk, las iglesias barrocas de Totma y Ústiuzhna, etc.

## Geografía
El óblast de Vólogda tiene fronteras con los óblast de Arcángel (N), Kírov (E), Kostromá (SE), Yaroslavl (S), Tver (SO), Nóvgorod (SO), Leningrado (O) y la república de Carelia (NO).

### Hidrología
El río más importante es el Sújona que fluye en dirección noreste por la mayor parte del óblast, hasta confluir con el río Yug dando lugar al nacimiento del importante río Dviná Septentrional, cerca de Veliki Ústiug.

### Zona horaria
El óblast de Vólogda está localizada en la zona horaria de Moscú (MSK/MSD). La diferencia con UTC es +0300 (MSK)/+0400 (MSD).

## Subdivisiones
Se divide en cuatro territorios urbanos directamente subordinados a la óblast (Veliki Ústiug, Vólogda, Sókol y Cherepovets) y los siguientes veintiséis distritos administrativos o raiones:
- Raión de Babáyevo (capital: Babáyevo)
- Raión de Bábushkin (capital: Seló ímeni Bábushkina)
- Raión de Belozersk (capital: Belozersk)
- Raión de Vashki (capital: Lipin Bor)
- Raión de Veliki Ústiug (sede administrativa: Veliki Ústiug)
- Raión de Verjovazhye (capital: Verjovazhye)
- Raión de Vózhega (capital: Vózhega)
- Raión de Vólogda (sede administrativa: Vólogda)
- Raión de Výtegra (capital: Výtegra)
- Raión de Griázovets (capital: Griázovets)
- Raión de Kadui (capital: Kadui)
- Raión de Kirílov (capital: Kirílov)
- Raión de Kíchmengski Gorodok (capital: Kíchmengski Gorodok)
- Raión de Mezhduréchensk (capital: Shúiskoye)
- Raión de Nikolsk (capital: Nikolsk)
- Raión de Niúksenitsa (capital: Niúksenitsa)
- Raión de Sókol (sede administrativa: Sókol)
- Raión de Siamzha (capital: Siamzha)
- Raión de Tárnogski Gorodok (capital: Tárnogski Gorodok)
- Raión de Totma (capital: Totma)
- Raión de Ustye-Kúbenskoye (capital: Ustye-Kúbenskoye)
- Raión de Ústiuzhna (capital: Ústiuzhna)
- Raión de Járovsk (capital: Járovsk)
- Raión de Chágoda (capital: Chágoda)
- Raión de Cherepovets (sede administrativa: Cherepovets)
- Raión de Sheksná (capital: Sheksná)

La forma de autogobierno local ordinaria de esta óblast es el ókrug municipal, lo que significa que cada raión está autogobernado por un único ayuntamiento que cubre todo el territorio distrital. Se exceptúan los raiones de Vashki, Výtegra, Kirílov, Nikolsk, Cherepovets y Sheksná, que funcionan como raiones municipales y se subdividen en varios ayuntamientos. Las ciudades de Veliki Ústiug y Sókol comparten ókrug municipal con sus respectivos raiones, de forma que solamente existen como unidades separadas a efectos de desconcentración administrativa de los órganos federales y de la óblast. Por el contrario, las ciudades de Vólogda y Cherepovets tienen sus propios ayuntamientos separados de sus respectivos raiones, ambas con el estatus de ókrug urbano.

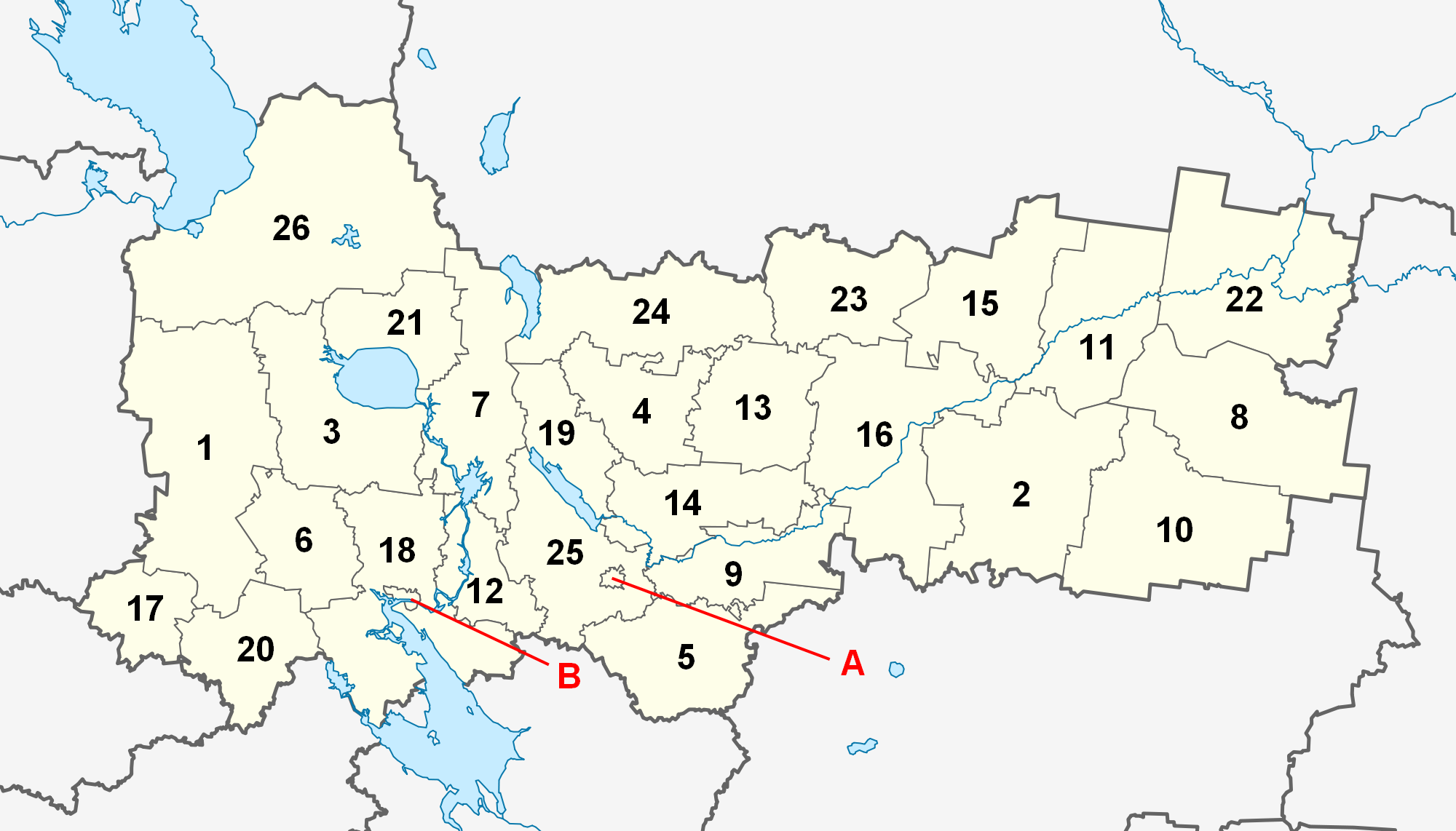
Raiones de la óblast de Vólogda